# Attemsia likana
Espèce
Attemsia likana est une espèce de myriapodes de la famille des Attemsiidae.

## Répartition
Cette espèce vit au moins dans le sous-sol de l'ex-Yougoslavie.